# Romeinse Katakomben (Valkenburg)

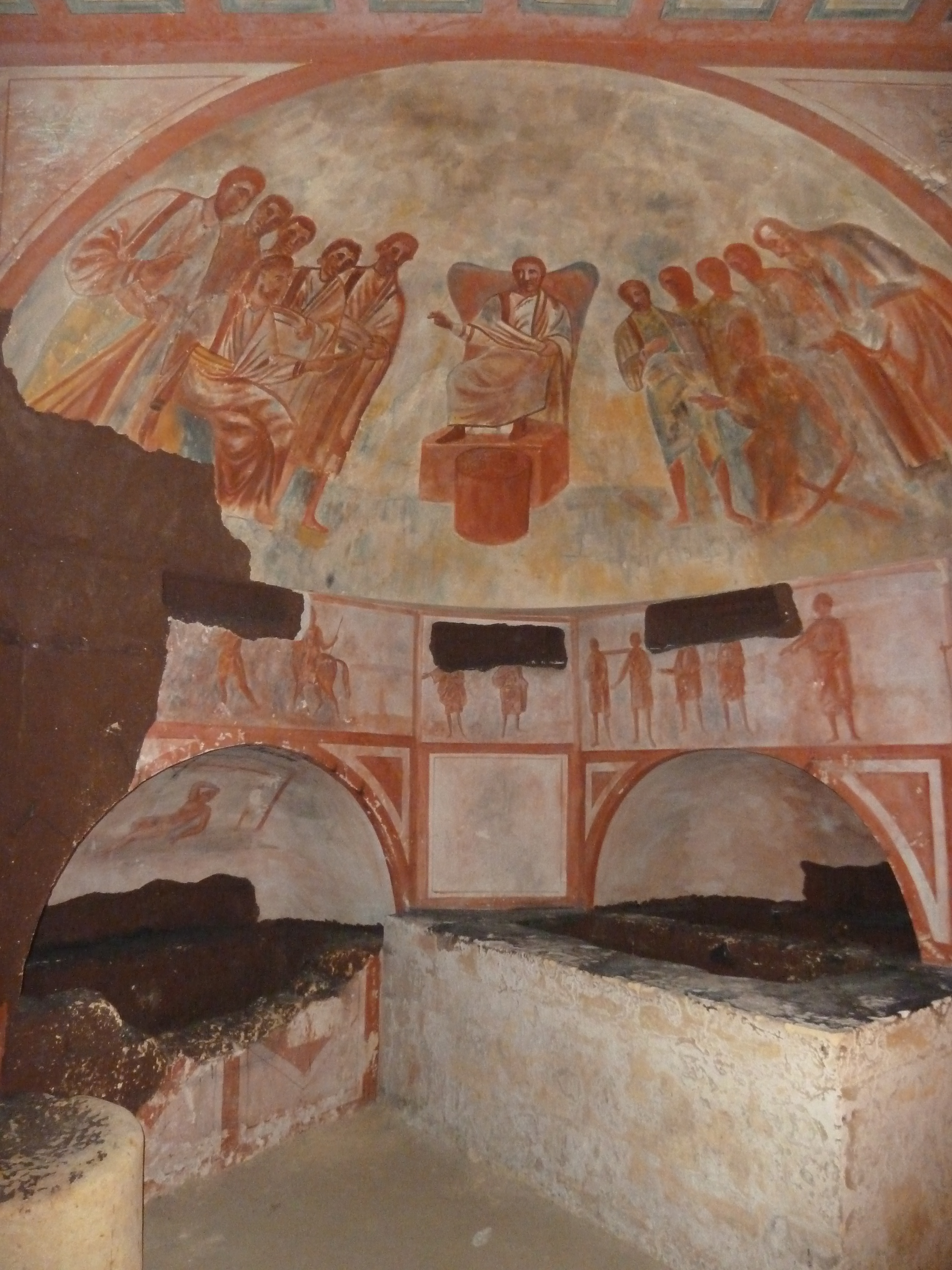
Een catacombe

De Romeinse Katakomben zijn een ondergronds gangenstelsel in Valkenburg in Nederlands Zuid-Limburg. Het is een uiterst zorgvuldige replica van delen van de catacomben in Rome. Aan het begin van de 20e eeuw werden in de Heidegroeve onder leiding van architect Pierre Cuypers delen van de belangrijkste catacomben in Rome met grote precisie uitgehouwen in het kalksteen van Valkenburg. De ingang van de Romeinse Katakomben liggen aan de Plenkertstraat vlak bij de De Leeuw bierbrouwerij, de vuursteenmijnen van Valkenburg en Geologisch monument Groeve Einde Plenkertweg. Boven de groeve ligt het Polferbos.
De Romeinse Katakomben zijn een rijksmonument.

## Geschiedenis

### Rome
In de zestiende eeuw werden in de zachte tufsteenbodem van Rome de ondergrondse begraafplaatsen van de eerste christengemeente herontdekt. In uitgebreide gangenstelsels zijn er duizenden eenvoudige, vaak anonieme, grafnissen uitgehouwen.
In de vierde eeuw verkregen deze catacomben een enorme belangstelling en werden toen steeds meer voorzien van decoraties, gewelven, trappen en kapellen.

### Valkenburg
In 1908 was Jan Diepen, de zoon van een welgestelde textielfabrikant uit Tilburg en woonachtig in de Villa Alpha, onder de indruk geraakt van de catacomben in Rome en vatte het plan op om in Valkenburg in enkele door blokbrekers uitgehouwen mergelgroeven de Romeinse catacomben na te bouwen. Dit deed hij samen met zijn broer Karel Diepen die in de Villa Rozenheuvel ging wonen.
Onder leiding van architect Pierre Cuypers werden de mooiste delen van de veertien belangrijkste Romeinse catacomben gekopieerd in Valkenburg. Daarbij zijn naast de honderden graven ook beeldhouwwerken, marmeren gedenkplaten met inscripties, kapellen, wasplaatsen, licht- en luchtschachten en andere voorbeelden van onderaardse bouwkunst uitgehouwen en geconstrueerd. Tevens zijn er talloze schilderingen van de derde tot de zevende eeuw van de vroeg-christelijke kunst overgenomen in onder andere dodenportretten, afbeeldingen van heiligen, Bijbelse thema's en andere decoratieve versierselen.
Op 12 juli 1910 werd het eerste gedeelte van de Romeinse Katakomben geopend voor het publiek. Men betrad destijds de catacomben via het toegangsgebouw bovenop de helling: het Cuypershuisje.
Op 2 juli 1912 werd een tweede gedeelte geopend.
In 1966 werd het marmeren beeld van de Romeinse herder Pastor Bonus gestolen door een groepje jongens. In 2018 werd het beeld na overlijden van de dader door de familie aan het museum teruggegeven.
In 2012 werd het Cuypershuisje gerestaureerd.
In 2014 begon men met een serie grotere restauraties. In 2014 restaureerde men de Bakkerscrypte en de Basiliek van de HH. Felix en Adauctus. In 2015 werd de Januariuscrypte gerestaureerd.
Na een crowdfundingsactie in 2017 nam in 2018 de Stichting Restauratie Atelier Limburg de restauratie van de muurschilderingen in de Capella Greca ter hand.
In 2019 werd het entreegebouw vernieuwd.

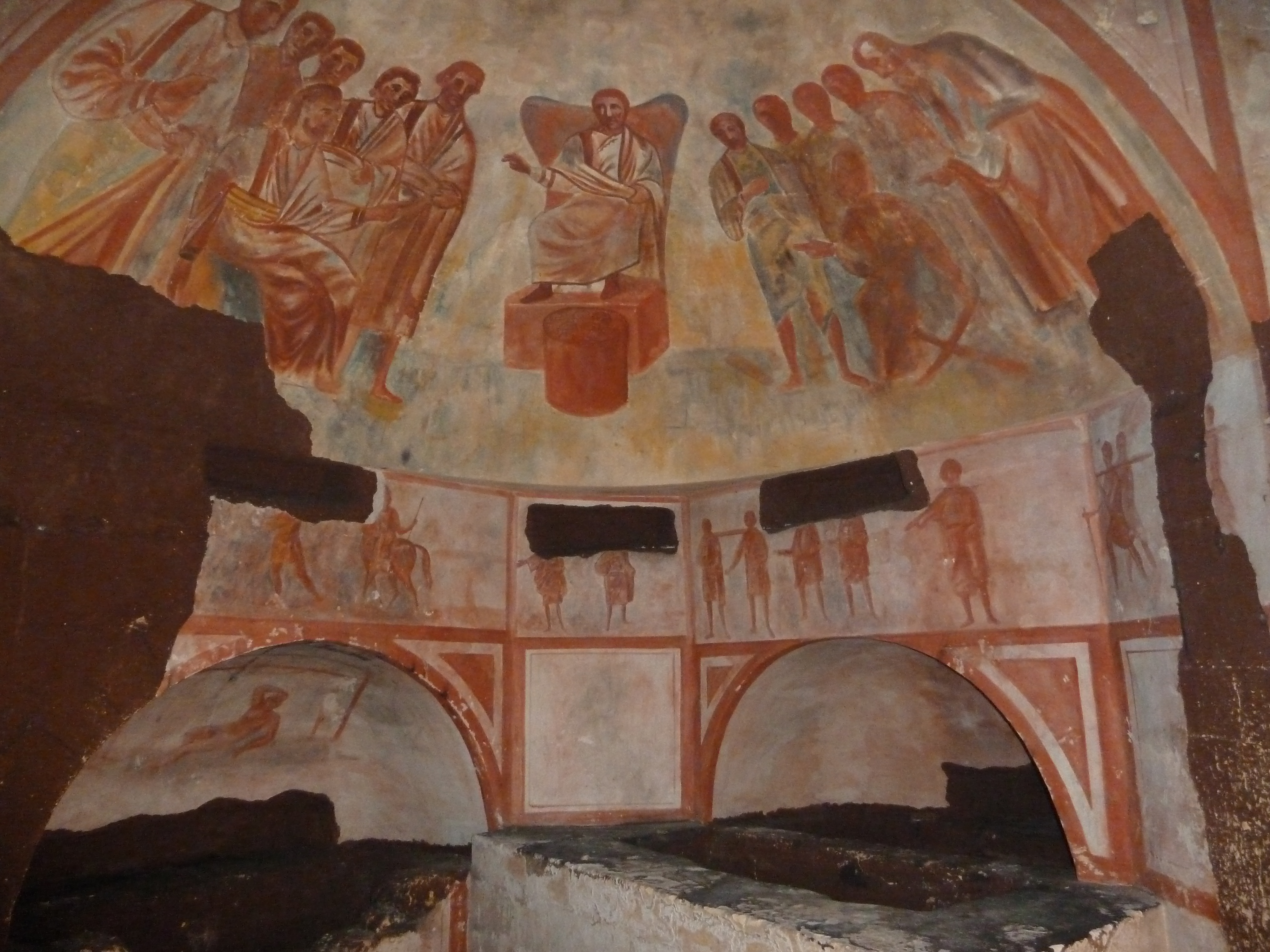
Schilderingen
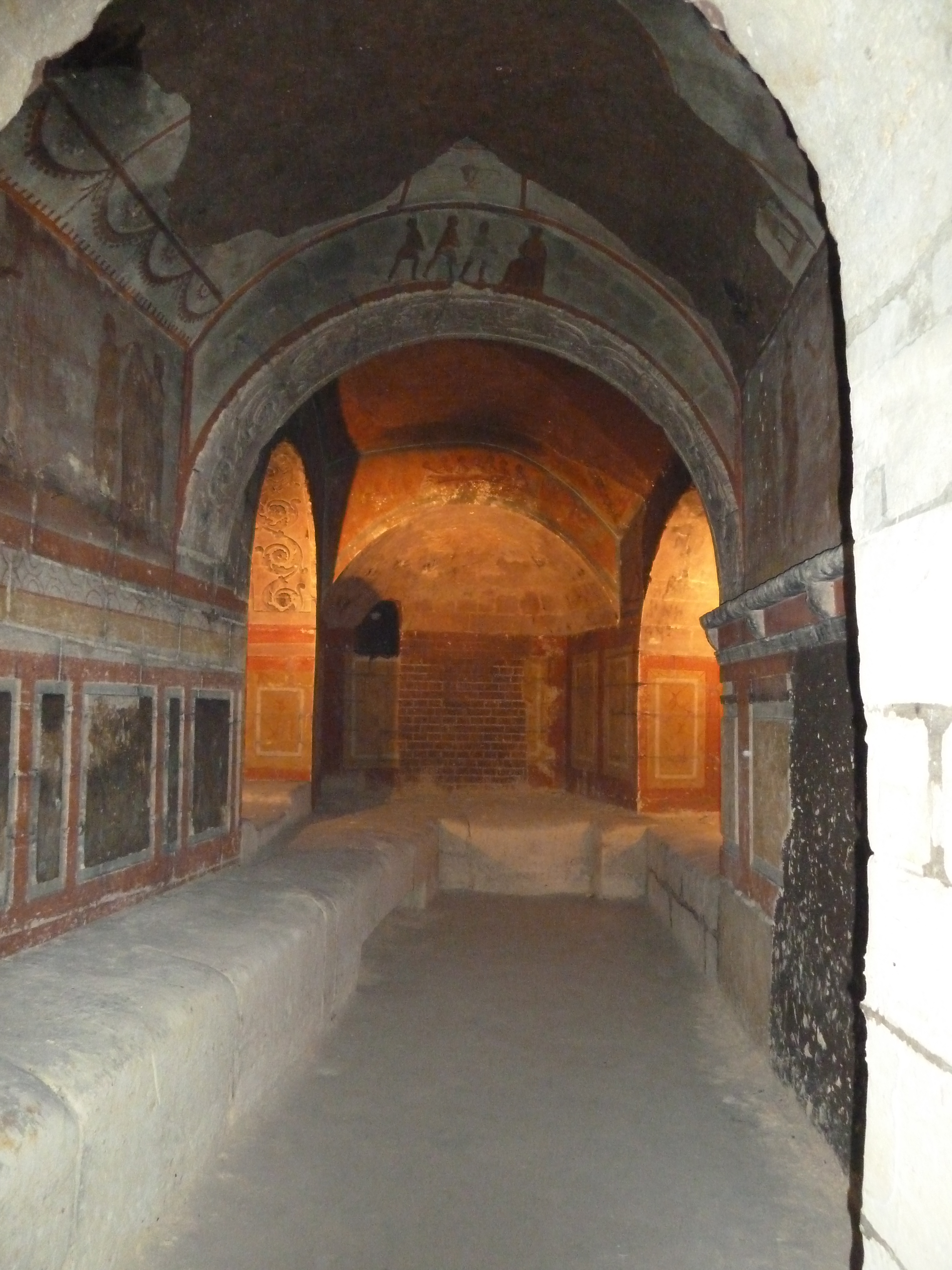
Catacombe met schilderingen
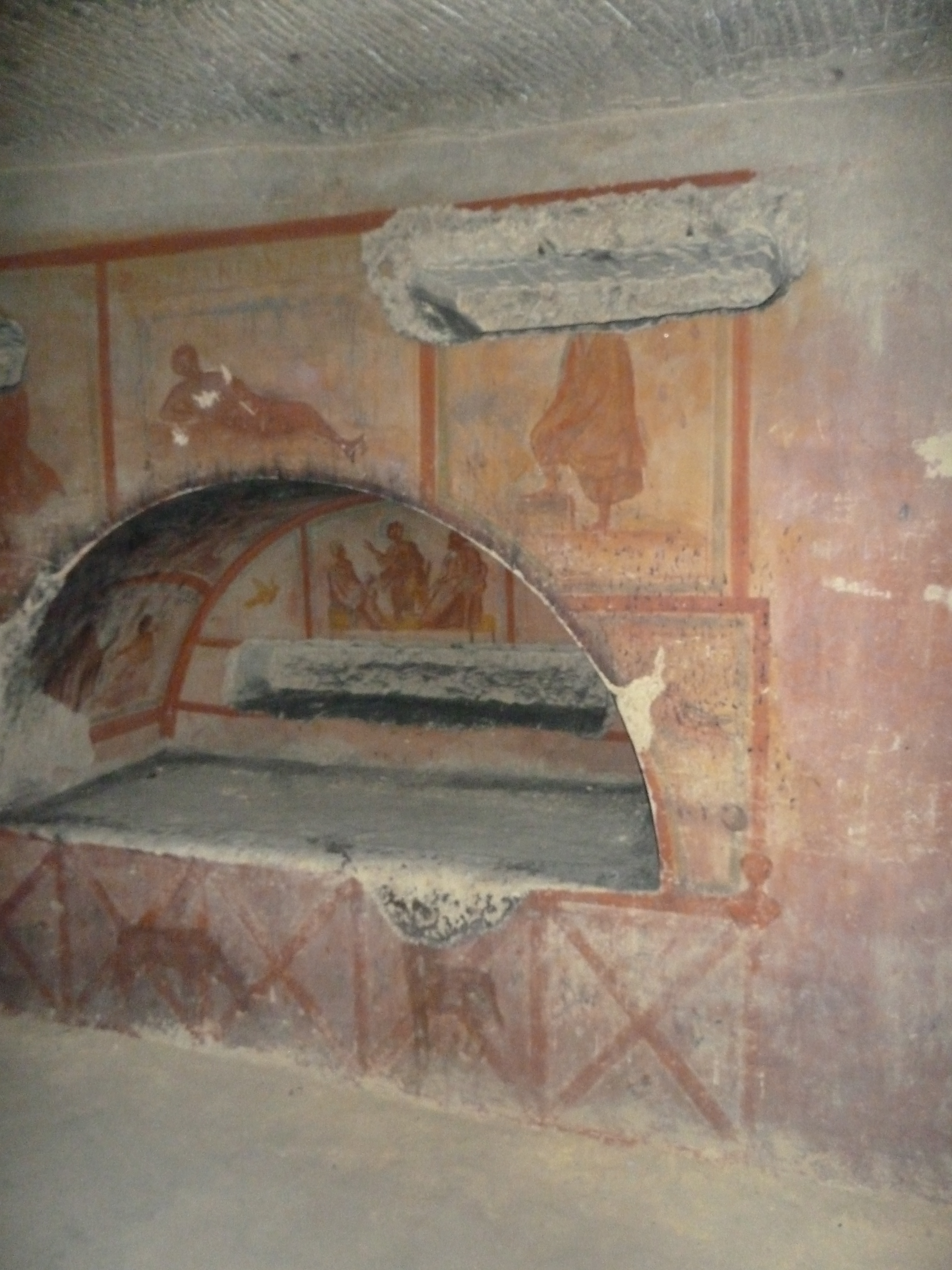
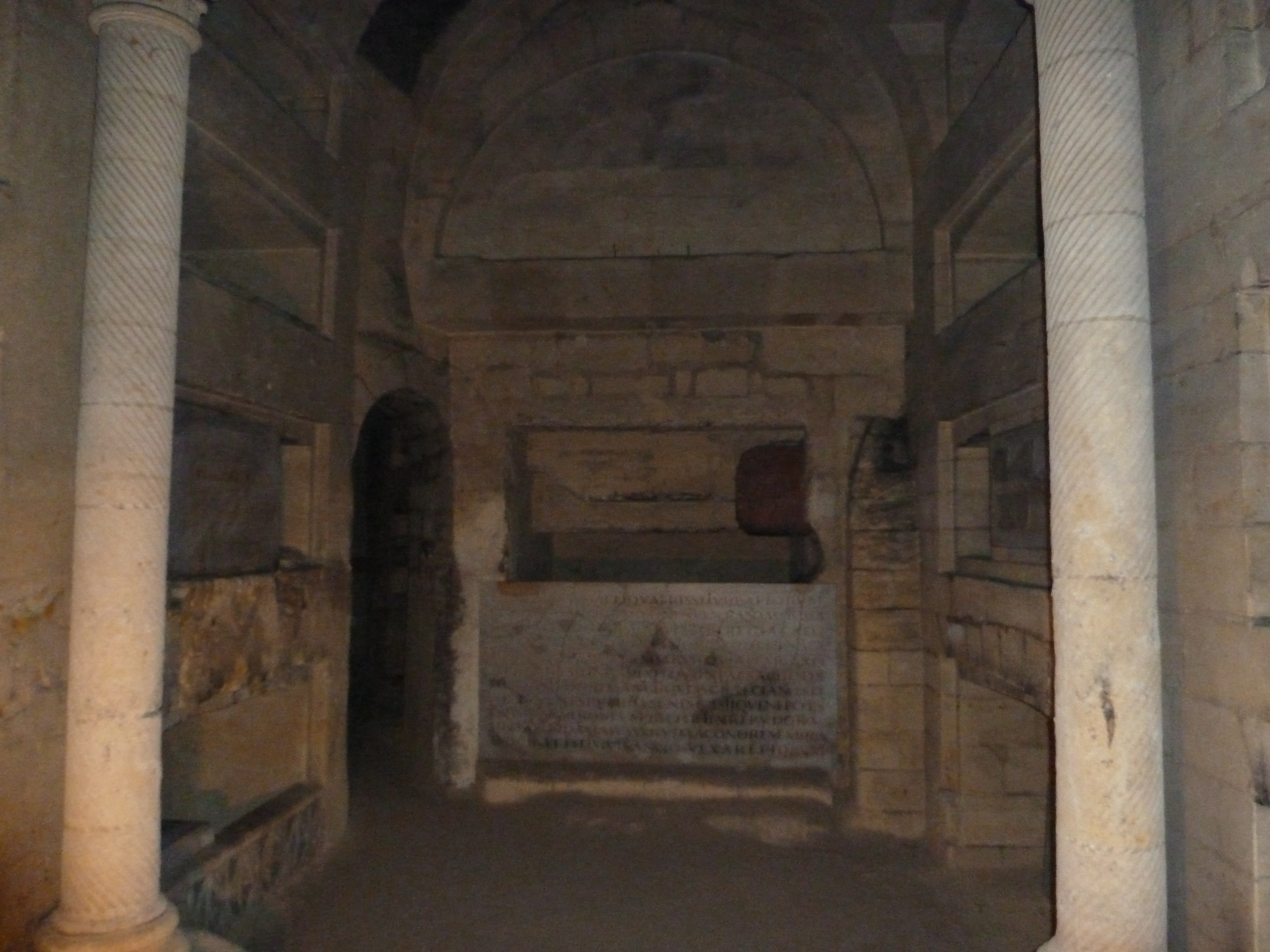
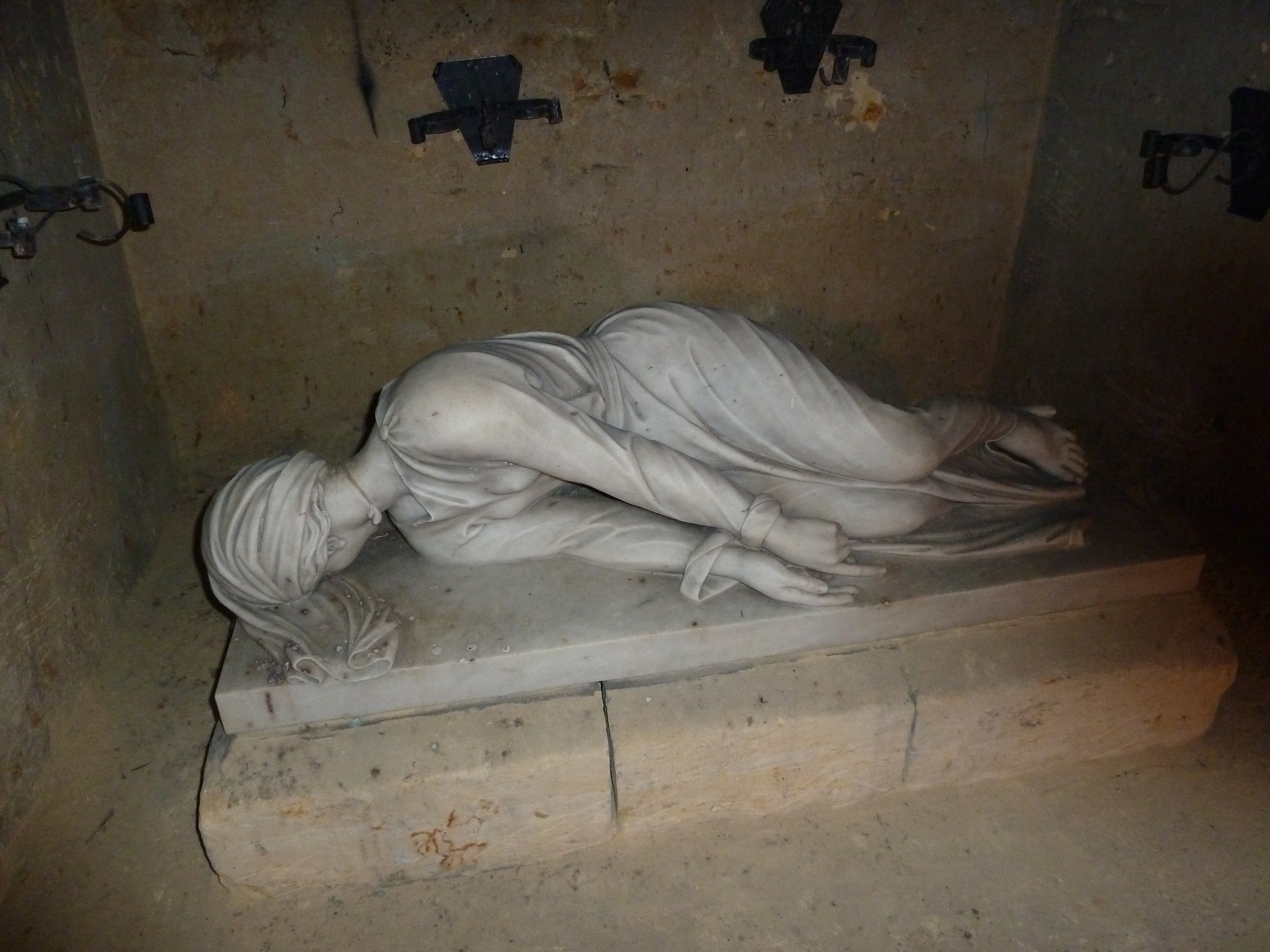
Beeldhouwwerk
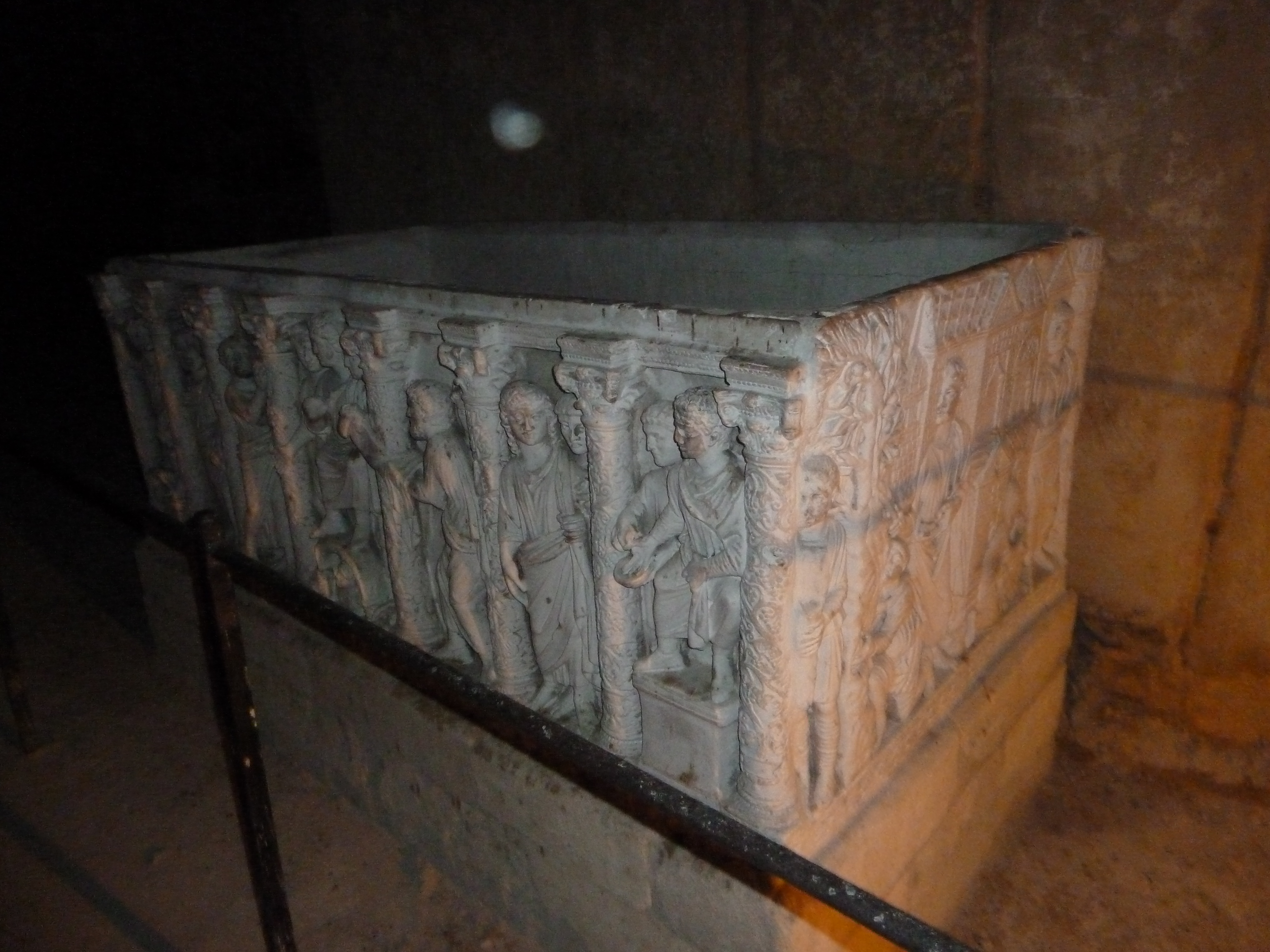
Sarcofaag
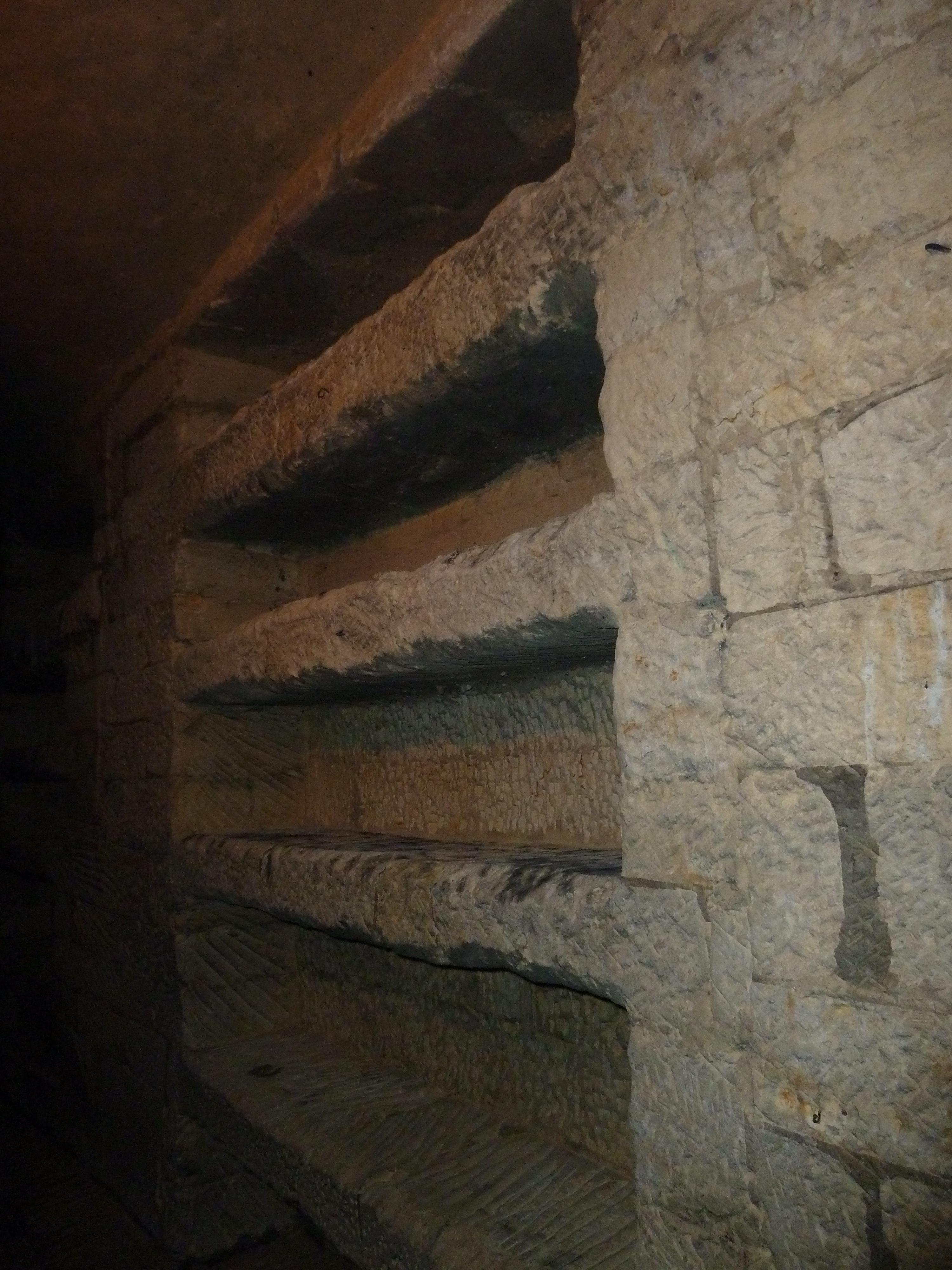
Grafnissen
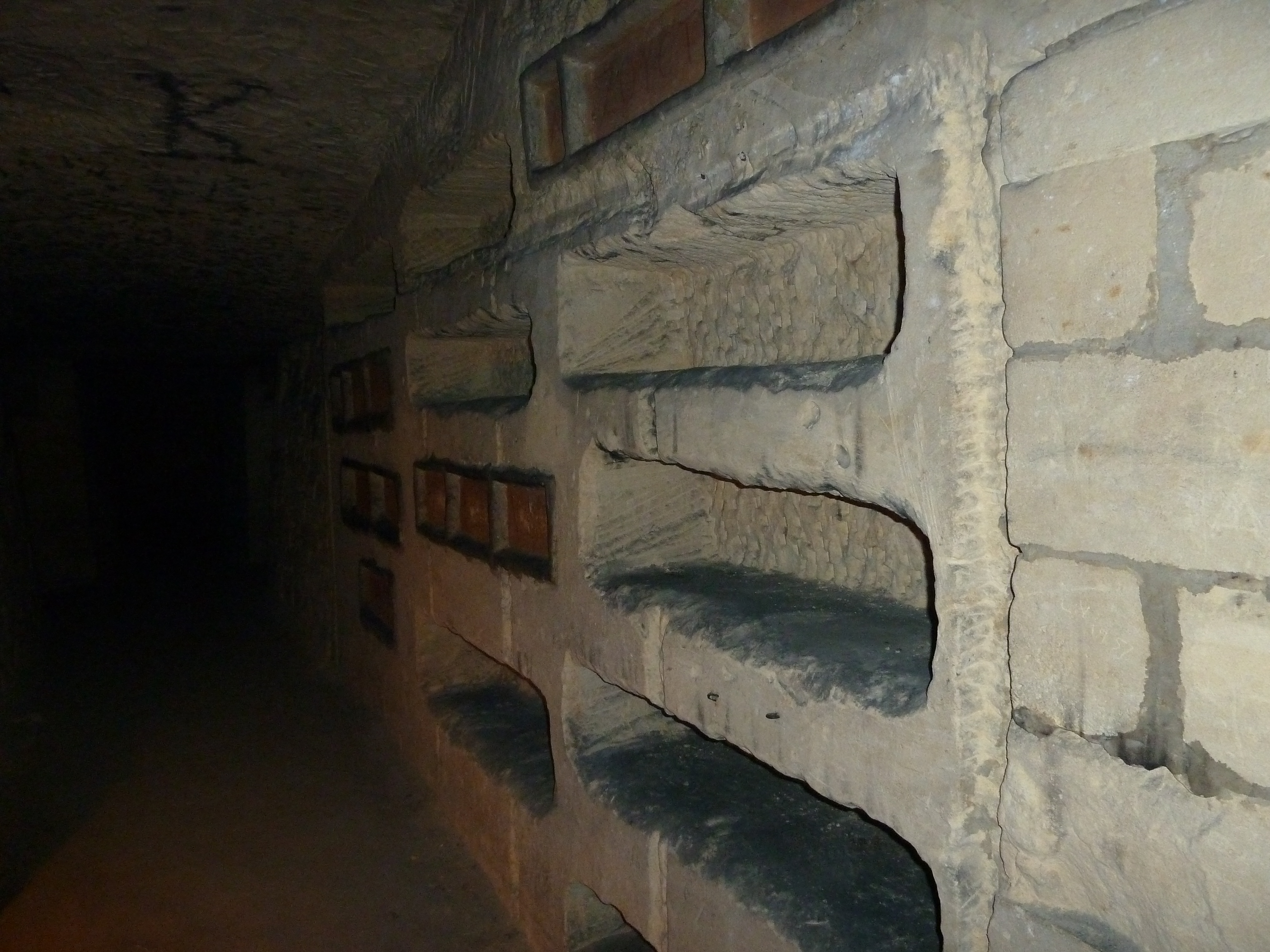
Grafnissen
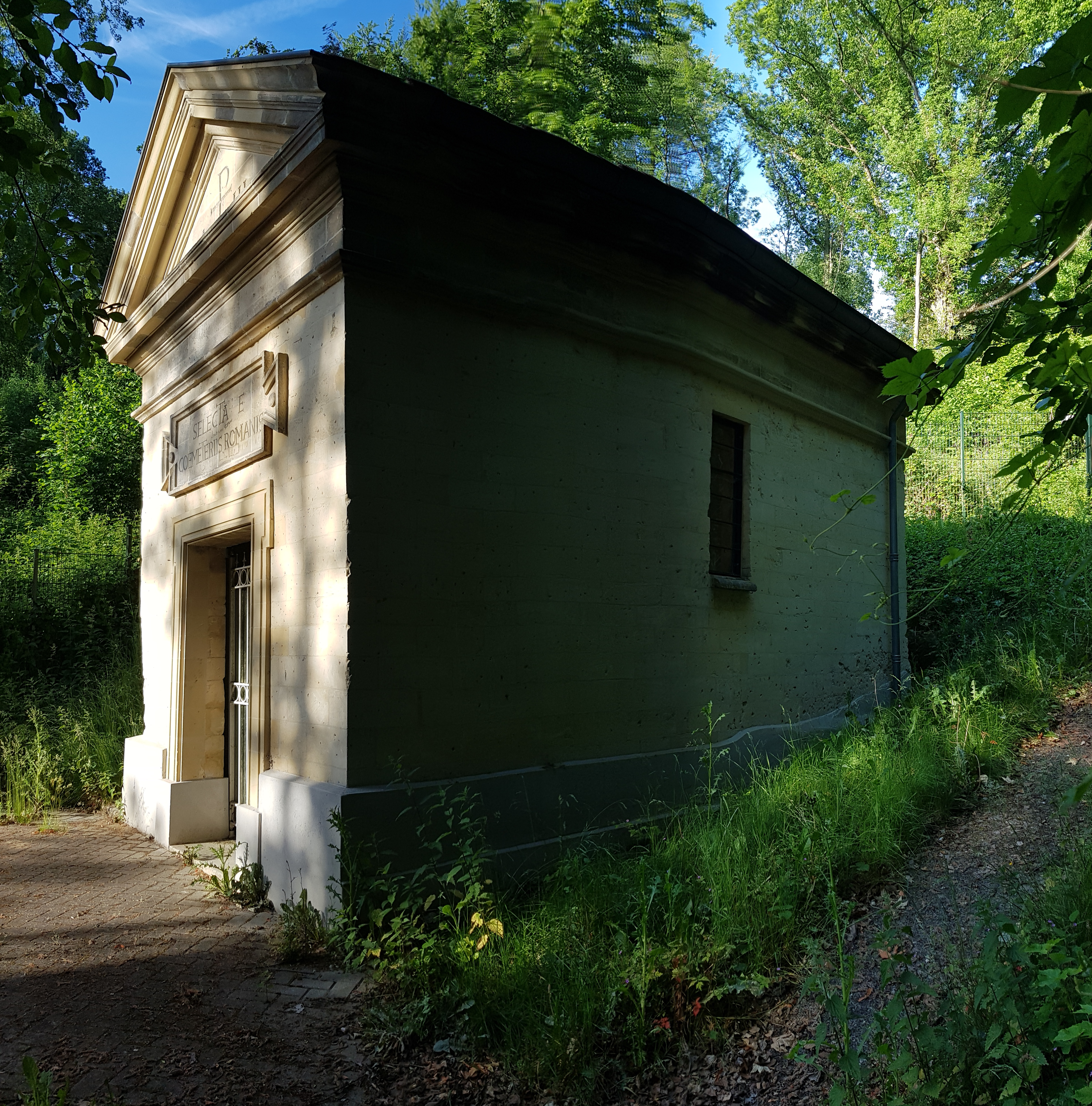
Het voormalige toegangsgebouw tot de katakomben
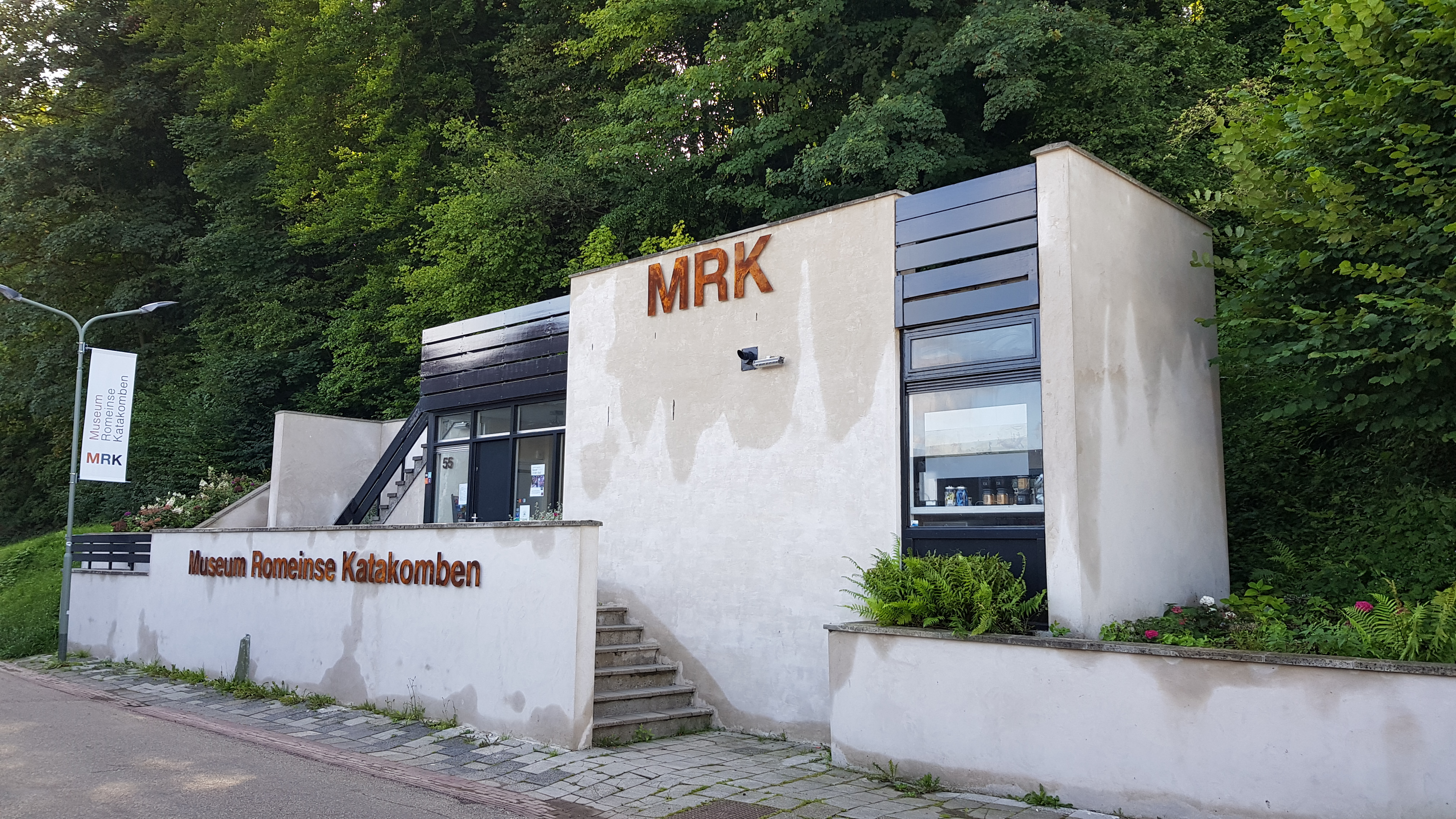
Gebouw waar de toegangskaarten verkocht worden

## Opbouw
Het ondergrondse complex bestaat uit twee delen, waarbij het oostelijke deel in 1910 werd geopend en het westelijke deel in 1912.
Het complex bestaat uit diverse gangen en ruimtes die afkomstig zijn van veertien catacomben in Rome. Een catacombe bestaat uit een stelsel van ruimtes die met gangen verbonden zijn en gebruikt zijn om mensen te begraven. In de wanden van gangen en een deel van de ruimtes zijn loculi aangebracht waarin de overledenen begraven lagen. Een loculus is een horizontale grafnis in een wand die (afhankelijk van wat iemand kon betalen) afgedicht werd met een plaat van terracotta, natuursteen of marmer. De ruimtes zijn rijkelijk versierd met fresco's, marmeren sculpturen en platen voorzien van tekst. In het complex zijn er verschillende ruimtes, waaronder crypten, arcosolia, kapellen en een hypogeum. Naast de horizontale grafnissen (loculi) werden mensen ook begraven in een arcosolium: een in het gesteente uitgehouwen grafkist onder een boognis waarin overledenen van bovenaf in geplaatst werden die vervolgens afgedekt werd met een plaat. Behalve als necropolis waren de catacomben ook in gebruik voor de verering van de martelaren die er begraven lagen.
| - Oostelijke deel - Marcus en Marcellianus-katakombe - Cuypershuisje (toegangsgebouw van catacombe van Marcus en Marcellianus) - Callisto-katakombe - Pauscrypte - Caeciliakapel - Sacramentskapellen - Madonna-arcosolium - Kapel van de vijf heiligen - Arcosolium met Suzanna-scène - Crypte della pecorelle - Arcosolium van de groentevrouw - Arcosolium met orante - Lucina-crypte - Grafkapel paus Cornelius - Thrason-katakombe - Grafregio met grote orantes - Epifanie-scène - Pontianus-katakombe - Doopkapel - Petrus en Marcellinus-katakombe - Arcosolium met agapè - Crypte - Madonna-crypte - kamer 54 - Job-scène - Priscilla-katakombe - Gesloten graven met inscriptie - Inkledingskapel - Gesloten graven met inscriptie - Madonna-voorstelling - Atrium/voorhal - Capella Greca - Cyriaca-katakombe - Arcosolium van Zosimanus - Scène van de wijze en domme meisjes - Hermes-katakombe - Oordeelscène | - Westelijke deel - Coemeterium Maius - Dubbele basiliek - Adam-en-Eva-crypte - Madonna-crypte - Arcosolium van Zosimè - Coena-crypte - Arcosolium met Offer van Abraham - Agnes-katakombe - Sabina-crypte - Sebastiano-katakombe - Ornamentsfiguur - Arcosolium met kribbe - Commodilla-katakombe - Graf van Merita - Basiliek van de HH. Felix en Adauctus - Intacte ingang - Domitilla-katakombe - Orpheus-crypte - Crypte der Hollanders - Rode arcosolium - Ampliatus-crypte - Bakkerscrypte - Graf van Januarius - Epifanie-scène - Davidskapel - Herder-scène - Oudste kamer - Veneranda-crypte - Galerij der Flavii - Diogenes-crypte - Hypogeum der Aurelii - Pretextatus-katakombe - Lijdenscrypte - Arcosolium van Celerina - Januariuscrypte (Crypte van de 4 seizoenen) - Crypte van de HH. Felicissimus en Agapitus - Valentinus-katakombe - Kruisigings-scène - Museum met gipsafdrukken |